# Marx fivérek

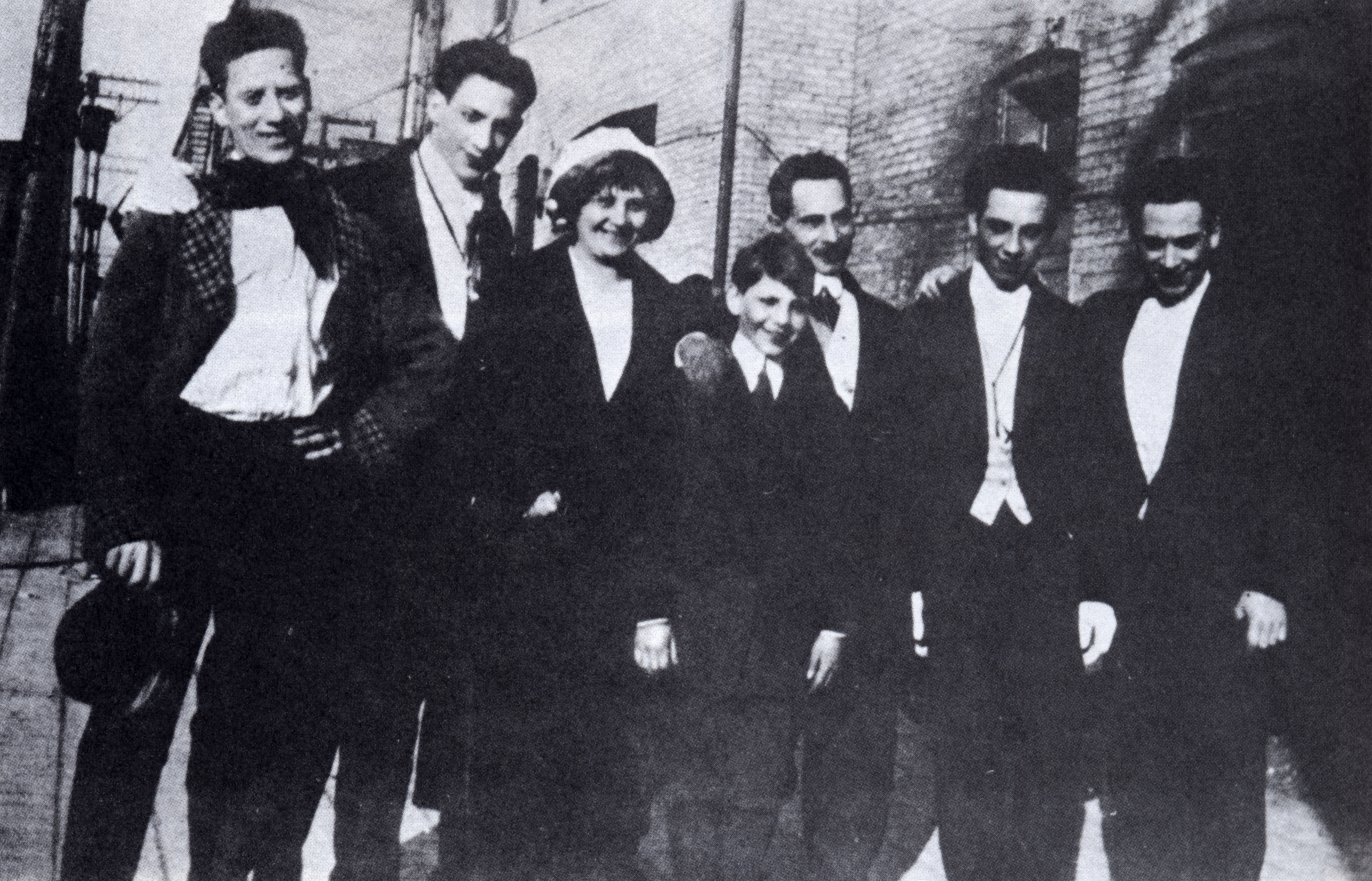
Groucho, Gummo, Minnie (az anya), Zeppo, Frenchy (az apa), Chico és Harpo, körülbelül a „Fun in Hi Skule” idején, 1913–1915 körül

A Marx fivérek (angolul: Marx Brothers) New York Cityből származó zsidó-amerikai színészcsalád, akik először bohózatokban, énekes-zenés-táncos vígjátékokban (úgynevezett „vaudeville”-ekben) arattak sikert, majd a Broadway tekintélyesebb színházai után a film világában, az 1900-as évek elejétől egészen az 1950-es évekig.
A Marx fivérek tizenhárom játékfilmje közül ötöt az Amerikai Filmintézet a legjobb száz vígjáték közé választott, az ötből kettő benne van az első tizenkettőben is. (A Kacsaleves – „Duck Soup” és Botrány az operában – „A Night at the Opera”.)
A család magja a három idősebb testvér volt: Chico, Harpo és Groucho, akik mind egy-egy jól megkülönböztethető figurát alakítottak. A két fiatalabb testvér, Gummo és Zeppo nem dolgoztak ki karaktereket ilyen mértékben, és végül elhagyták a színészi pályát, hogy más foglalkozást keressenek. Gummo egyik filmben sem szerepelt, Zeppo pedig csak az első ötben jelent meg.

## Előélet
A Marx fivérek New York Cityben születtek, zsidó bevándorlók gyermekeiként, akik Németországból és Franciaországból származtak. Édesanyjuk, Minnie Schönberg Dornumból való volt (Kelet-Frízföld), apjuk, Simon Marrix – akinek a neve később Sam Marx lett (beceneve „Frenchy”, vagyis francia) – elzászi volt, és szabóként dolgozott. A család New Yorkban, Manhattan akkor szegény kerületében, Yorkville-ben élt (Upper East Side) az ír, német és olasz negyedek között.

## A fivérek
| Színpadi név | Saját név                 | Született          | Elhunyt              | Életkor |
| ------------ | ------------------------- | ------------------ | -------------------- | ------- |
| Chico        | Leonard                   | 1887. március 22.  | 1961. október 11.    | 74      |
| Harpo        | Adolf (1911 után: Arthur) | 1888. november 23. | 1964. szeptember 28. | 75      |
| Groucho      | Julius Henry              | 1890. október 2.   | 1977. augusztus 19.  | 86      |
| Gummo        | Milton                    | 1893. október 23.  | 1977. április 21.    | 83      |
| Zeppo        | Herbert                   | 1901. február 25.  | 1979. november 30.   | 78      |

Volt még egy hatodik testvér is, Manfred, aki valójában az első gyermek volt; 1886-ban született, de még a többiek születése előtt, gyermekkorában meghalt.

## A színpadi kezdetek

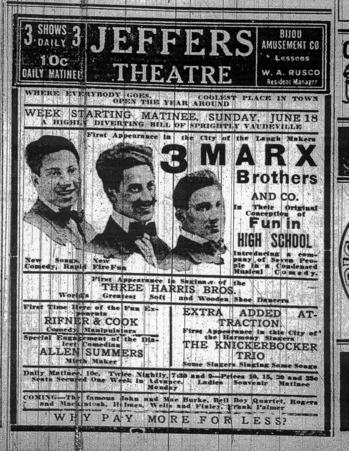
Egy 1911-es újsághirdetés a Marx fivérekkel

A fivérek művészcsaládból származtak, zenei tehetségük hamar megmutatkozott, amit a szülők már kora gyermekkoruktól ösztönöztek. Harpo reménytelenül tehetségtelen volt a gitárral és a zongorával (önéletrajzában bevallja, hogy zongorán csak két dalt tudott lejátszani, azokat is csak egy ujjal), azonban hárfán művészien játszott, innen kapta becenevét is (angolul a „hárfa”=harp). Chico kiváló zongorista volt, Groucho gitáron játszott és énekelt, Zeppo a háttérben vokálozott.
A vidám operett műfajában kezdtek, amelyben nagybátyjuk, Albert Schönberg már ismert volt „Al Shean of Gallagher” és „Shean” neveken. Groucho bemutatkozása 1905-ben volt, főként mint énekes szerepelt. 1907-ben ő és Gummo együtt énekeltek Mabel O’Donnell-lel, mint „A három fülemüle”. A következő évben Harpo lett a negyedik fülemüle, majd 1910-re a csoport kibővült anyjukkal, Minnie-vel és Hannah nénikéjükkel. A színtársulatot átnevezték „A hat kabalá”-ra. A Marx testvérek unokatestvére Mary Livingstone (szül. Sadye Marks, 1905–1983) volt, Jack Benny komikus felesége.

### Vígjáték
Egyik turnéjukon egy 1912-es előadást, ami Texasban volt és amire a közönség lóháton érkezett (Pantages Theatre, Nacogdoches, Texas), kívülről beszűrődő kiáltozás zavart meg (megvadult az egyik öszvér), a közönség pedig kisietett, hogy megfogják az elszabadult állatot. Visszatérésük után Groucho, aki dühös volt az előadás megszakadása miatt, félreérthető megjegyzéseket tett a közönségre, mint például: „Nacogdoches is full of roaches” („N. tele van csótányokkal” és „The jackass is the flower of Tex-ass” („A szamár Tex-ass virága” – ass: angolul: segg), (mindkettő lefordíthatatlan, durva szójáték). A közönség ahelyett, hogy felháborodott volna, nevetett. A család ekkor jött rá, hogy komikus előadókká válhatnak.
A csoport lassan fejlődött az „éneklés és tréfa” felől a „vígjáték zenével” irányába. Egyik első jelenetükben, a „Fun in Hi Skule”-ban (szójáték a „high school” = „középiskola” kiejtés szerinti leírásával) Groucho egy németes hangsúllyal beszélő tanárt játszott, az osztályban a diákok Harpo, Gummo és Chico voltak. Az „iskolába járó” jelenet utolsó változatának címe „Home Again” volt (=Ismét otthon), amit Al Shean írt. Körülbelül ebben az időben Gummo elhagyta a csapatot, hogy az első világháború alatt katonai szolgálatot teljesítsen. Érvelése az volt, hogy „bármi jobb, mint színésznek lenni”. Zeppo helyettesítette őt a vidám operettek utolsó éveiben, a Broadwayre való ugrás során, majd a Paramount-filmekben is.
Az I. világháború alatt a németellenes érzelmek megszokottak voltak, ezért a család igyekezett titkolni, hogy német eredetű. Azért, hogy elkerüljék a besorozást, a testvérek Countryside (Illinois) közelében gazdálkodni kezdtek egy farmon, de hamarosan kiderült, hogy ez nem az ő világuk. Közben Groucho elhagyta „a német” színpadi szerepet.
Ez idő alatt a négy Marx fivér elkezdte egyedi stílusú vígjátékuk kialakítását és a karakterek kifejlesztését. Groucho és Harpo emlékirataikban úgy emlékeznek, hogy a később híressé váló színpadi karaktereket Al Shean alkotta meg. Groucho ekkor kezdte hordani a védjegyének számító, festékkel rajzolt bajuszt és kezdte használni a roggyantott térdű járást. Harpo abbahagyta a színpadi beszédet, ijesztő vörös parókát viselt és taxidudát (akkoriban a taxikon kívül elhelyezett dudát alkalmaztak) használt. Chico hamis olasz akcentussal beszélt, amit a színpadon kívül, a környékükön megforduló banditákkal beszélve alakított ki, míg Zeppo elfogadta a romantikus szerepét („páratlanul előkelő”, mondta róla James Agee).
Groucho, Chico és Harpo színpadi személyisége ugyanakkor a meglévő, jellemző vonásaikon alapult. Bár a testvérek közül Zeppo volt a színpadon kívül a leghumorosabb, szerepe szerint udvarlókat játszott. Mint a legfiatalabb, és miután figyelte felnőtt testvéreit, utánozni tudta a többieket, ha betegség miatt nem tudtak fellépni. „Annyira jó volt mint Spaulding kapitány (az „Animal Crackers”-ben), hogy én hagytam volna játszani a végtelenségig, ha megengedték volna, hogy a közönség soraiban üljek” – emlékszik vissza Groucho. Zeppo személyesítette meg Grouchót például az „Animal Crackers” filmváltozatában is. Groucho nem volt elérhető annak a jelenetnek a felvételekor, amelyben a Beaugard-festményt ellopják, ezért a forgatókönyvet átírták úgy, hogy legyen egy áramszünet, ami lehetővé tette Zeppo számára, hogy a majdnem sötétben eljátssza Groucho helyett Spaulding kapitány szerepét.
Az 1920-as évekre a Marx fivérek Amerika színházi kedvenceivé váltak. Éles és bizarr humorukkal kifigurázták a felső tízezer tagjait és az emberi képmutatást. Híressé váltak arról is, hogy létrehozták az improvizációs komédiát, ami szabadon kezelte a forgatókönyveket. Híres példa volt erre az az eset, amikor Harpo egy menekülő vokálos lányt üldözött a színpadon keresztül Groucho monológja alatt, hogy lássa, Groucho hogyan reagál erre. A közönség örömére Groucho erre úgy reagált, hogy nyugodtan megnézte az óráját és észrevételezte: „Első alkalom, amit valaha is láttam, hogy egy taxi leint egy utast”. Amikor Harpo visszakergette a lányt a másik irányból, Groucho is rögtönzött: „Bármikor beállíthatja az óráját a 6:20-ashoz”.
Chico vezetése és Groucho kreatív irányítása alatt a testvérek vidám operett előadásai a Broadway csillagai közé vezették őket, ami után először egy zenés revü, I'll Say She Is (1924–1925), majd két zenés vígjáték, a Kókuszdiók (1925–1926) és az Animal Crackers (1928–1929) következett. A drámaíró George S. Kaufman dolgozott a két utóbbi darabon és segített kialakítani a fivérek jellemző vonásait.
A megkülönböztető színpadi viseletek hiányában a testvérek hasonlóan néztek ki, még a hajviseletük is hasonló volt.  Így fordulhatott elő, hogy Zeppo eljátszhatta Groucho fiát a „Horse Feathers”-ben. A Duck Soup (Kacsaleves) jeleneteiben már Groucho, Harpo és Chico minden híres kelléke megjelent: a festett szemöldök, a vastag bajusz, a kerek szemüveg, valamint a hálósapka. Mindhárman megkülönböztethetetlenek voltak egymástól, ami lehetővé tette, hogy a „tükrös jelenet”-et tökéletesen előadják.

## A színpadi nevek eredete
A fivérek öt színpadi neve közül négyet Art Fisher talált ki egy pókerjátszma során Galesburgben (Illinois), amelyek mind a testvérek személyiségén és Gus Mager Sherlocko, the Monk című népszerű képregényén alapultak, és amelyben szerepelt egy „Groucho” nevű karakter. Chico és Harpo színpadi neveinek eredete nem vita tárgya, és a Gummo eredete is jól megalapozott. A Groucho és a Zeppo nevek sokkal kevésbé egyértelműek. Arthurt Harpónak nevezték, mert jól játszott hárfán (harp, angolul: hárfa), Leonard pedig Chico lett (eredetileg leírva és kimondva: Chick-o), mert vonzották a hölgyek (chick = tyúk).
Harpo azt írta az önéletrajzában, hogy a Milton azért lett Gummo, mert úgy kúszott a színházban, mint egy detektív. Más források szerint Gummo volt a család hipochondere, minthogy a testvérek közül ő volt legbetegesebb gyermekkorában, s ezért állandóan gumi sárcipőt, úgynevezett kalucsnit viselt, mindegy, milyen idő volt. Groucho azt állítja, hogy a Gummo név forrása a (gumi) kalucsni volt. Akárhogy is, a név gumitalpú cipőre vonatkozik.
Az elnevezéseknél talán a leginkább vitatott az, hogy miért nevezték Juliust Grouchónak. Erre három magyarázat létezik:
- Julius temperamentuma. Maxine, Chico lánya és Groucho unokahúga azt mondta Az ismeretlen Marx fivérek című dokumentumfilmben, hogy Juliust egyszerűen azért nevezték Grouchónak, mert szinte állandóan nyűgös volt (grouchy = nyűgös). Robert B. Weide igazgató, aki jól ismerte a Marx fivérek történetét, azt mondta a Remarks on Marx című rövid dokumentumfilmben, ami szerepel az Egy éjszaka az operában DVD-je mellékletén, hogy a versengő magyarázatok közül ezt találta a leghihetőbbnek. Steve Allen a Funny People-ban azt mondta, hogy a név ilyen magyarázatának nincs értelme, mert Groucho szemtelen és pimasz volt, nem nyűgös – legalábbis amikor vele dolgozott. Élete vége felé Groucho azt mondta, hogy Fisher nevezte el Grouchónak, mert ő rosszkedvű és szeszélyes volt.[21]
- A „rosszkedv táska”. Ez a magyarázat megjelenik Harpo életrajzában, s Chico is elmondta Az ismeretlen Marx fivérek című TV-műsorban, de George Fenneman, Groucho partnere is ezt jelölte meg helyesnek saját TV-showjában, a You Bet Your Life-ban. A „rosszkedv táska” egy kis húzózsinóros zsák volt, amit a nyak köré lehetett akasztani, amelyben az utazók a pénzüket és egyéb értéktárgyaikat tartották, hogy ne tudják ellopni tőlük. Groucho legtöbb barátja és ismerőse elmondta, hogy Groucho rendkívül fukar volt, különösen azután, hogy az 1929-es tőzsdekrach során elveszítette az összes pénzét, így a „rosszkedv zsák” erre is utalhatott. Groucho első önéletrajzának hatodik fejezetében az állította, hogy nem ez történt:

Akkoriban egy kis szarvasbőr zacskót használtak a színészek, amit a nyakuk körül viseltek, nehogy a többi színész elcsenje a pénzüket. Természetesen azt lehetne gondolni, hogy innen kaptam a nevem. De ez nem így van. A „rosszkedv zacskó”-t már jóval azelőtt használták, mielőtt a Groucho név megszületett.
- Groucho magyarázata. Groucho ragaszkodik hozzá, hogy ő egy képregény figurája után kapta a nevét a Knocko the Monkban, ami inspirálta az -O betűre végződő ragadványnevek őrületét. Ebben a képregényben is az egyik figura neve „Groucho” volt. Ugyanakkor ő az egyetlen Marx (vagy Marx közeli megfigyelő), aki ezt az elméletet védte, és mivel ő nem elfogulatlan, csak néhány életrajzíró veszi komolyan ezt az állítást. Groucho maga nem segített ebben a kérdésben; a Carnegie Hallban adott koncertje alatt, amikor a testvérek nevéről beszélt, a saját nevéről azt mondta: „a nevemet soha nem értettem”.

Herbert nem Art Fishertől kapta a becenevét, hiszen ő csak Gummo távozása után csatlakozott a társulathoz. Mint Grouchónál, itt is három magyarázat létezik Herbert „Zeppo” nevére:
- Harpo magyarázata. Harpo mondta a Harpo Speaks műsorában: A fivérek Herbertet egy Zippo nevű csimpánz után nevezték el, aki egy másik társulatban játszott. Herbertnek nem tetszett ez a becenév, és amikor eljött az ideje, hogy csatlakozzon a társulathoz, akkor a sarkára állt, és visszautasította ezt a nevet. A testvérek végül a Zeppo névben egyeztek meg.
- Chico magyarázata. Chico soha nem írt önéletrajzot, és kevesebb interjút adott, mint a testvérei, de lánya, Maxine, a The Unknown Marx Brothers – Az ismeretlen Marx fivérek című könyvben azt mondta, hogy amikor a Marx testvérek Chicagóban éltek, népszerű volt a „Zeke és Zeb” stílusú humor, amely a lassú felfogású középnyugatiakat (Midwesterners) figurázta ki, ugyanúgy, ahogy a „Boudreaux és Thibodeaux” viccek a Cajuniakon és az „Ole és Lena” viccek a Minnesotaniakon gúnyolódtak. Egyik nap, amint Chico hazatért, Herbertet a kerítésen ülve találta. Herbert köszöntötte őt, mondván: „Szia, Zeke!” Chico válaszolt: „Szia Zeb!”, és a név megragadt. A testvérek ezután „Zeb”-nek hívták, és amikor belépett a társulathoz, a „Zebbo”-val próbálkoztak, amiből aztán „Zeppo” lett.
- Groucho magyarázata. Egy hangszalagon rögzített interjú átirata alapján, amit Az ismeretlen Marx fivérekben közöltek, Groucho azt mondta, hogy Zeppót azért nevezték így, mert akkor született, amikor az első zeppelinek kezdték átszelni az óceánt. Ezt a kijelentést is a Carnegie Hall-beli koncertjén tette, 1972 körül, s eszerint az első zeppelin 1900 júliusában repült, és Herbert hét hónappal később született, 1901 februárjában. Valójában azonban az első transzatlanti Zeppelin repülés csak 1924-ben volt, sok évvel Herbert születése után.

Maxine Marx írja Az ismeretlen Marx fivérek-ben, hogy a testvérek a számlákon és a színfalak mögött mindenhol a valódi neveiket használták (Julius, Leonard, Adolf, Milton és Herbert), míg egyszer Alexander Woollcott meghallotta ezt, és megkérdezte, hogy miért használják a saját nevüket nyilvánosan, amikor remek beceneveik vannak. Azt felelték: „Ez nem lenne méltó”. Woollcott válaszul hatalmasat nevetett. Mivel Woollcott nem találkozott a Marx fivérekkel az I'll Say She Is bemutatójáig (ami az első Broadway premierjük volt), ez azt jelenti, hogy a valódi nevüket használták végig a vidám operett időszakában, és hogy a „Gummo” név nem jelent meg nyomtatásban a társulatban való közreműködése alatt. Más források ezt azzal egészítik ki, hogy a Marx fivérek a vidám operett korszakban még nem használták a maguk által kitalált neveket, de amikor az I'll Say She Is-t bemutatták, áttértek a használatukra, mert aggódtak amiatt, hogy a Broadway közönsége elutasítana egy vidám operett társulatot, mivel azt alacsonyabb szórakozási formának tekinti.

## Hollywood

### Paramount

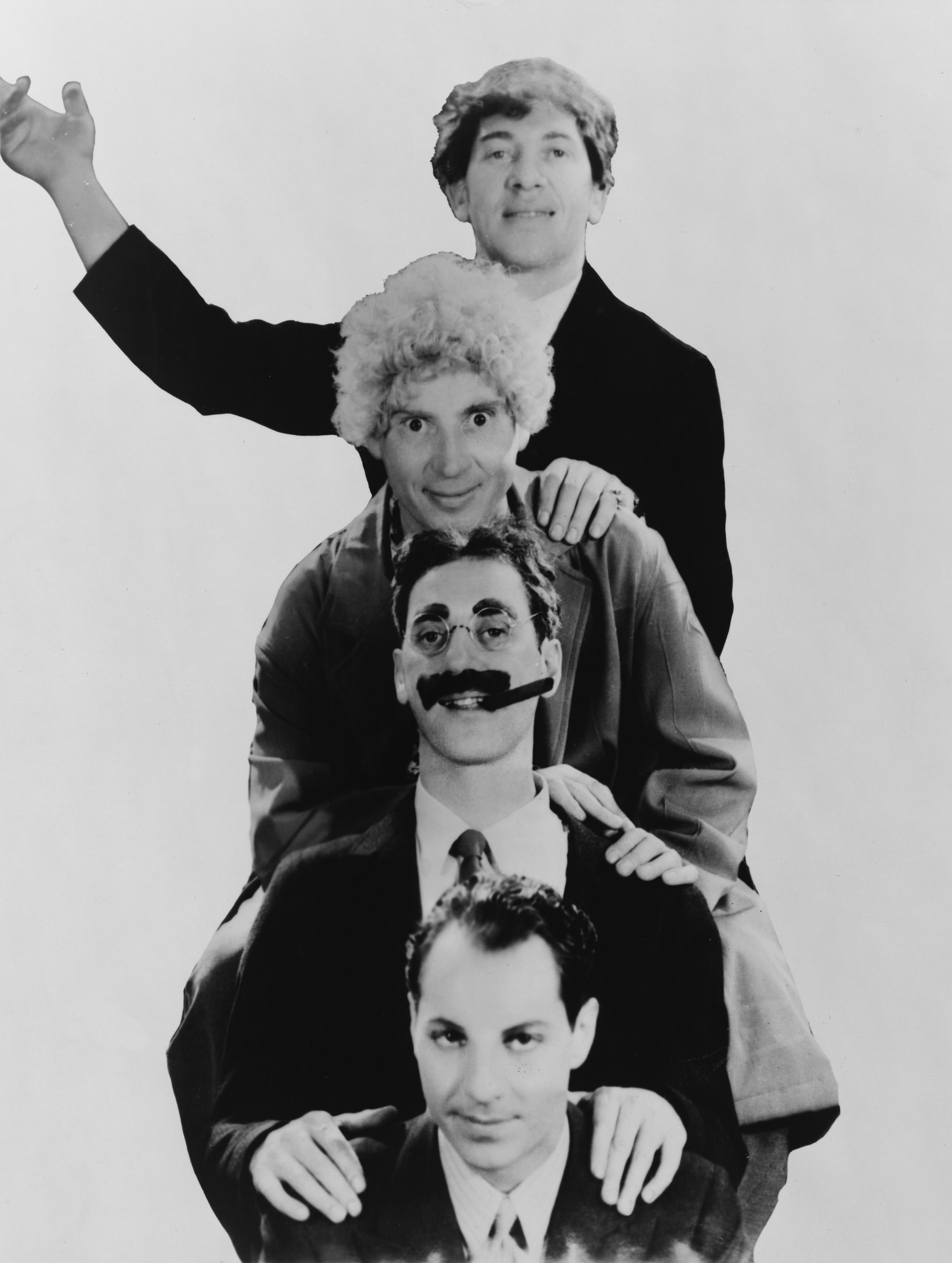
Fentről lefelé: Chico, Harpo, Groucho és Zeppo (1931)

A Marx fivérek színpadi életszakasza akkoriban lett népszerű, amikor Hollywood kezdett áttérni a hangosfilmre. Aláírtak egy szerződést a Paramount filmstúdióval, és ezzel elindították filmes karrierjüket. Az első két bemutatott filmjük Broadway-előadások átigazításai voltak: A kókuszdiók (1929) és az Animal Crackers (1930). Mindkettőt George S. Kaufman és Morrie Ryskind írta. Ezután a két egész estés film után egy rövidfilmet készítettek, ami a Paramount huszadik évfordulós dokumentumfilmjében is szerepel, a The House that Shadows Built (1931), amelyben egy az I'll Say She Is-ből származó jelenetet igazítottak át. A harmadik egész estés film, a Monkey Business (1931) volt az első, aminek nem volt korábbi, színpadi alapja, és történetesen az egyetlen olyan film, amelyben Harpo hangja hallható – ő énekli a tenort egy hordó belsejéből a nyitó jelenetben. A Horse Feathers (1932) című filmben a testvérek kifigurázták az amerikai felsőoktatási rendszert és a szesztilalmat, ez a film lett a legnépszerűbb filmjük, és megnyerte nekik a Time magazin címlapját. Ez tartalmazza azt a poént színpadi korszakukból, amikor Harpo egy csomó tárgyat a kabátjából vesz elő. A Horse Feathers különböző jeleneteiben Harpo ezeket húzza ki a kabátjából: egy fa ütőt, egy halat, egy tekercs kötelet, egy nyakkendőt, egy plakátot, ami egy nőt ábrázol alsóneműben, egy csésze forró kávét, egy kardot, és rögtön azt követően, hogy Groucho figyelmezteti rá, hogy „ne égesse a gyertyát mindkét végén”, egy mindkét végén égő gyertyát.
Ebben az időszakban Chico és Groucho Marx egy Flywheel, Shyster and Flywheel című rádiós vígjáték-sorozatban szerepelt. Bár a sorozat rövid életű volt, az ötletek, amit ennek készítése során fejlesztettek ki, megjelentek az ezt követő filmjeikben is. A vázlatokat és a felvételeket évtizedekig elveszettnek hitték, mígnem az 1980-as években megtalálták ezek példányait az Amerikai Kongresszusi Könyvtárban, és közzétették egy könyvben. A BBC Rádió rádiójátékot készített belőle.
Utolsó Paramount filmjüket, a Kacsalevest (Duck Soup, 1933), Leo McCarey rendezte, az a filmrendező, akit a legjobban becsültek. A filmet az Amerikai Filmintézet „100 év … 100 film” listájában a legmagasabbra értékelte a Marx fivérek filmjei közül (a listán szereplő másik filmjük az A Night at the Opera – Botrány az operában).
Ennek a filmnek kisebb volt a bevétele, mint a Horse Feathers-nek, de 1933-ban a hatodik legnagyobb bevételt produkálta a filmek között.
A Kacsaleves film hatására ellentét alakult ki a Marx fivérek és Fredonia község között (New York állam), mert a filmben szerepelt egy Freedonia nevű kitalált ország, aminek a neve nagyon hasonlított a község nevére. A városatyák ezért azt kérték a Paramounttól, hogy távolítsanak el minden Freedoniára vonatkozó utalást a filmből, mert a film az országot negatív színben tünteti fel. Groucho szarkasztikus válasza az volt, hogy a város módosítsa a nevét, mert az „árt a filmnek”.
A Marx testvérek később elhagyták a Paramountot a kreatív döntésekben és a pénzügyi kérdésekben felmerült nézeteltérések miatt.

### MGM, RKO és a United Artists
Zeppo abbahagyta a szereplést, mert bátyjával, Gummóval, tehetségkutató ügynökséget vezetett (ami később a legnagyobbak egyike lett Hollywoodban). Olyanokat segítettek közönség elé lépni, mint Jack Benny és Lana Turner. Groucho és Chico a rádióban dolgoztak, és szó volt róla, hogy visszatérnek a Broadwayre. Irving Thalberg azonban Metro–Goldwyn–Mayer-szerződést ajánlott Marxéknak, és ők alá is írták a kontraktust, amiben úgy hivatkoztak rájuk, mint „A három Marx fivér”, vagy egyszerűen csak „A Marx fivérek” (angolul: Marx Bros.)
Eltérően a Paramountnál mindenki számára hozzáférhető, laza forgatókönyvektől, Thalberg ragaszkodott az erős történetszerkezethez és ahhoz, hogy több szimpatikus karaktert formáljanak meg, a komédia fonódjon össze romantikával és legyenek nem humoros zenei számok is, továbbá a célpontjaik jól meghatározott, világosan körülírt gazemberek legyenek. Thalberg hajthatatlan volt abban is, hogy legyen a történetben egy olyan pont, ahol úgy tűnik, minden elveszett a Marx fivérek által alakított szereplők (és a romantika) számára. Egy 1969. június 13-i, Dick Cavettnek adott interjúban Groucho azt mondta, hogy az a két filmjük, ami Thalberggel készült – a Botrány az operában (A Night at the Opera) és a Botrány az ügetőn (A Day at the Races) – volt a legjobb, amit valaha is forgattak.
Thalberg egy másik ötlete az volt, hogy a filmezés megkezdése előtt a Marx testvérek próbálják ki az ötleteiket egy vidám operettben a színpadon, hogy ebben a szakaszban dolgozzák ki a komikus időzítést, és lássák, min nevetnek az emberek és min nem.
Az első Thalberggel együtt forgatott filmjük a Botrány az operában volt 1935-ben. A film egy szatíra az opera világából, amelyben a testvérek segítenek két szerelmes fiatal énekesnek A trubadúrban, miközben teljes káoszt okoznak. A film (van benne egy olyan jelenet, amelyben elképesztő számú embert zsúfolnak össze egy hajó piciny „luxuskabinjában”) nagy siker volt, ezt követte két évvel később a hasonlóan sikeres Botrány az ügetőn (1937), ahol a testvérek óriási felfordulást okoznak egy szanatóriumban és egy lóversenyen (ebben a filmben van Groucho és Chico híres száma, a Tootsie Frootsie Ice Cream). Az 1936-os forgatás alatt Thalberg váratlanul meghalt, és így a testvéreknek nem volt pártfogójuk az MGM-nél.

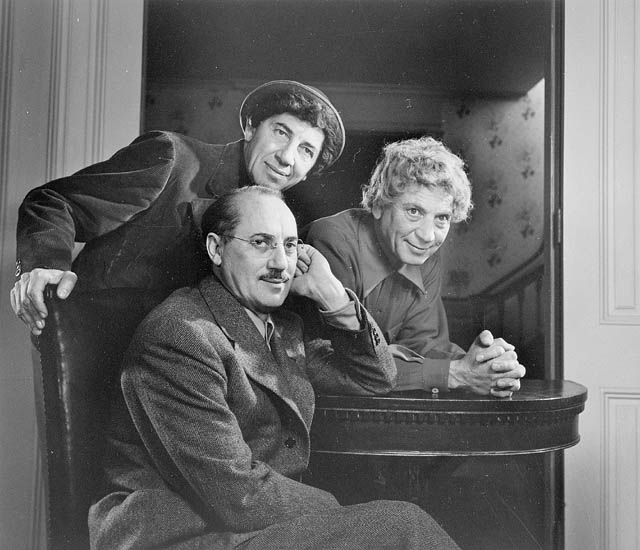
Marx fivérek (1948) Fotó: Yousuf Karsh

Rövid RKO-s tapasztalat után (Szobaszerviz – Room Service, 1938), a Marx testvérek három nagyobb filmet készítettek, mielőtt elhagyták az MGM-et: A Circus-t (1939), a Go Westet (1940) és a The Big Store-t (1941). Azt megelőzően, hogy megjelent volna a The Big Store, a csapat bejelentette, hogy visszavonulnak a képernyőről, azonban Chico nagyon nehéz anyagi helyzetben volt szerencsejáték-tartozásai miatt, ezért a Marx fivérek elkészítettek még két másik filmet, az Éjszaka Casablancábant (A Night in Casablanca, 1946) és a Szerelmi boldogságot (Love Happy, 1949), mindkettőt a United Artists-nál. Ez utóbbiban rövid időre Marilyn Monroe is feltűnik.

### Későbbi évek
Groucho és Chico röviden megjelentek együtt egy 1957-es rövidfilmben, a Saturday Evening Post promotálásaként. A film címe Showdown at Ulcer Gulch volt, Shamus Culhane animátor, Chico veje rendezte. Aztán együtt dolgoztak a The Story of Mankind című filmben (1957) is, de különböző jelenetekben. 1959-ben mind a hárman játszottak a Deputy Seraph filmsorozat bevezető epizódjában. A sorozatban Harpo és Chico voltak a főszereplők, mint kétbalkezes angyalok; Groucho pedig minden harmadik epizódban feltűnt, mint a főnökük, a „helyettes szeráf”. Az epizódot soha nem fejezték be, mert kiderült, hogy Chico súlyos érelmeszesedésben szenved, és emiatt nem tudta megjegyezni a szövegét. Chico és Harpo még ugyanebben az évben megjelent egy félórás filmben, amit a CBS készített a General Electric Theater részére. A film címe A hihetetlen ékszerrablás (The Incredible Jewel Robbery), ami egy pantomim-előadás volt, ahol a páros a majdani ékszertolvajokat játssza. Groucho is feltűnt egy rövid időre az utolsó jelenetben.
1940-től kezdődően Chico és Harpo szórakozóhelyeken és kaszinókban is fellépett, néha együtt. Chico létrehozott egy nagyzenekart, a Chico Marx Orchestrát, Groucho pedig rádiós és a televíziós szórakoztató karrierbe kezdett. 1947-től 1961-ig ő volt a házigazdája a You Bet Your Life kvízshownak az NBC-nél. Ugyanakkor könyveket is írt, ő volt a szerzője a „Groucho and Me” című önéletrajzi írásnak (1959), a „Memoirs of a Mangy Lover”-nek (1964), és a „The Groucho Letters”-nek (1967).
A Newsweek 1947. szeptemberi cikke adott hírt arról, hogy Groucho, Harpo, Chico és Zeppo szerződést írtak alá egy önéletrajzi filmre, amiben saját magukat alakítják. A film címe: The Life and Times of the Marx Brothers. Azon kívül, hogy a valódi életüket játsszák, a filmben jóval korábban még filmre nem vett anyagok is megjelentek volna a „vidám operett” és a Broadway-korszakból. Ha a film megvalósult volna, akkor ez lett volna az első alkalom, hogy a testvérek mind a négyen megjelennek ugyanabban a filmben 1933 óta.
Az 1957-es Tonight! – America After Dark beszélgetőműsorban Jack Lescoulie volt a házigazdája annak az egyetlen nyilvános felvételnek, amelyben mind az öt testvér megjelent. 1962. október 1-jén Groucho bemutatta a The Tonight Show új házigazdáját, Johnny Carsont.
1960 körül felmerült az elismert rendező, Billy Wilder neve, mint egy új Marx fivérek film írója és rendezője. A film előzetes címe „Egy nap az ENSZ-nél” volt, egy vígjáték nemzetközi intrikákkal az Egyesült Nemzetek Szervezete New York-i épülete körül. Wilder megbeszéléseket folytatott Grouchóval és Gummóval, de a projekt félbemaradt Harpo betegsége miatt, és végleg letettek róla, amikor Chico 1961-ben meghalt.
1970-ben a négy Marx fivér rövid időre újból összeállt, amikor az ABC televízió egy animációs filmet készített The Mad, Mad, Mad Comedians címmel a Rankin-Bass Animation produkciójában (ők a Rudolph the Red-Nosed Reindeerből ismertek). Ez egy speciális, animált feldolgozás volt különböző, akkoriban híres humoristák, W.C. Fields, Jack Benny, George Burns, Henny Youngman, The Smothers Brothers, Flip Wilson, Phyllis Diller, Jack E. Leonard, George Jessel és a Marx fivérek munkáival. A legtöbb humorista a saját hangját adta az animált figuráknak, Fields, Chico Marx és Zeppo Marx kivételével, mert az első kettő meghalt, utóbbi pedig otthagyta a szórakoztatóipart 1933-ban. Mindhármuk hangját Paul Frees szinkronszínész adta (Harpo szinkronizálására, aki szintén elhunyt, nem volt szükség). A Marx fivérek része egy, a Broadwayn játszott I'll Say She Is című darabjukból származó jelenet feldolgozása volt. A darab Napóleon paródiája volt; erről Groucho azt tartotta, hogy az egyik legviccesebb játékuk. A forgatókönyv animációkból állt, amikhez a Marx fivérek a saját hangjukat adták. Romeo Muller a forgatókönyvhöz külön erre az alkalomra szóló anyagokat írt, de a klasszikus „Napóleon jelenet” valószínűleg Groucho munkája volt.
1977. január 16-án a Marx fivérek bekerültek a „Hírességek csarnokába” (Motion Picture Hall of Fame).
Számos TV-műsor és film alkalmaz a Marx fivérekre utalásokat, hivatkozásokat. Az Animaniacs és a Tiny Toons például a Marx fivérek vicceit használja. Hawkeye Pierce (Alan Alda) a M*A*S*H című televíziós sorozatban időnként hamis orrot és szemüveget tesz fel, egy szivart tart a kezében, így megszemélyesítve Grouchót, s ezzel szórakoztatja a műtét után lábadozó betegeket.
Ugyancsak figyelemre méltó az a tény, hogy Harpo Marx megjelent, mint saját maga az I Love Lucy című filmben, amiben ő és Lucille Ball előadja a tükör előtti jelenetet a Kacsalevesből úgy, hogy Lucy Harpóként öltözik fel. Chico egyszer megjelent az I've Got a Secretben (Van egy titkom) Harpónak öltözve, és a titok egy feliraton volt olvasható: „Valójában Chico Marx vagyok”.

## Filmográfia
A négy Marx fivér filmjei:
- Humor Risk (1921) – előzetesként egyszer vetítették, de soha nem mutatták be; valószínűleg elveszett
- The Cocoanuts (A kókuszdiók) (1929) – kiadta a Paramount Pictures
- Animal Crackers (1930) – kiadta a Paramount
- The House That Shadows Built (1931) – kiadta a Paramount
- Monkey Business (Majomságok) (1931) – kiadta a Paramount
- Horse Feathers (1932) – kiadta a Paramount
- Duck Soup (Kacsaleves) (1933) – kiadta a Paramount

A három Marx fivér filmjei (a Zeppo utáni korszak):
- A Night at the Opera (Botrány az operában) (1935) – kiadta az MGM
- A Day at the Races (Botrány az ügetőn) (1937) – kiadta az MGM
- Room Service (Szobaszerviz) (1938) – kiadta az RKO Radio Pictures
- At the Circus (Botrány a cirkuszban) (1939) – kiadta az MGM
- Go West (1940) – kiadta az MGM
- The Big Store (Botrány az áruházban) (1941) – kiadta az MGM
- A Night in Casablanca (Éjszaka Casablancában) (1946) – kiadta a United Artists
- Love Happy (1949) – kiadta a United Artists
- The Story of Mankind (1957) – kiadta a Warner Brothers

Egyéni megjelenések:
- Groucho:
  - Copacabana (1947) – kiadta a United Artists
  - Mr. Music (1951) – kiadta a Paramount
  - Double Dynamite (1951) – kiadta az RKO
  - A Girl in Every Port (1952) – kiadta az RKO
  - Will Success Spoil Rock Hunter? (1957) – kiadta a 20th Century Fox (nincs jelölve a stáblistán)
  - The Mikado (1960), a televízió számára készült
  - Skidoo (1968) – kiadta a Paramount
- Harpo:
  - Too Many Kisses (1925) – kiadta a Paramount
  - Stage Door Canteen (1943) – kiadta a United Artists (kameo)
- Chico:
  - Papa Romani (1950) – bevezető tv-epizód
- Zeppo:
  - A Kiss in the Dark (1925) – kiadta a Paramount (kameo)

(forrás: The Marx Brothers Movies (angol nyelven). marx-brothers.org. (Hozzáférés: 2010. május 14.))

### Karakterek
| A film címe                  | Év   | Groucho                          | Chico                   | Harpo                 | Zeppo           |
| Humor Risk                   | 1921 | gazember                         | az olasz                | Watson nyomozó        | A Love Interest |
| A kókuszdiók                 | 1929 | Mr. Hammer                       |                         |                       | Jamison         |
| Animal Crackers              | 1930 | Geoffrey T. Spaulding kapitány   | Signor Immanuel Ravelli | a professzor          | Horatio Jamison |
| The House that Shadows Built | 1931 | Caesar's Ghost                   | Tomalio                 | A kereskedő a Weiners | Sammy Brown     |
| Majomságok                   | 1931 |                                  |                         |                       |                 |
| Horse Feathers               | 1932 | Quincy Adams Wagstaff professzor | Baravelli               | Pinky                 | Frank Wagstaff  |
| Kacsaleves                   | 1933 | Rufus T. Firefly                 | Chicolini               | Pinky                 | Lt. Bob Roland  |
| Botrány az operában          | 1935 | Otis B. Driftwood                | Fiorello                | Tomasso               |                 |
| Botrány az ügetőn            | 1937 | Dr. Hugo Z. Hackenbush           | Tony                    | Stuffy                |                 |
| Szobaszerviz                 | 1938 | Gordon Miller                    | Harry Binelli           | Englund (hamisító)    |                 |
| A cirkusz                    | 1939 | J. Cheever Loophole              | Antonio Pirelli         | Punchy                |                 |
| Botrány a Vadnyugaton        | 1940 | S. Quentin Quale                 | Joe Panello             | Rusty Panello         |                 |
| A nagy üzlet                 | 1941 | Wolf J. Flywheel                 | Ravelli                 | Buggyant (Wacky)      |                 |
| Éjszaka a Casablancában      | 1946 | Ronald Kornblow                  | Corbaccio               | Rusty                 |                 |
| Love Happy                   | 1949 | Sam Grunion                      | Faustino, a Nagy        |                       |                 |
| Az emberiség története       | 1957 | Peter Minuit                     | Monk                    | Sir Isaac Newton      |                 |

## A filmek tulajdonjoga
A kiadott filmek még mindig léteznek, bár nem mindig abban a formában, ahogy eredetileg megjelentek. Erre a legjobb példa a Horse Feathers. Mivel az idők során az egyes stúdiók eladták sok filmnek a tulajdonjogát, amelyek Hollywood „arany korszakában” keletkeztek, számos Marx fivérek film tulajdonost cserélt az évek folyamán.

### Paramount filmek
A Paramount 1957-ben eladta számos, 1950 előtti filmjének hangkópiáját az EMKA Ltd.-nek (a Music Corporation of America leányvállalata). Miután az MCA egyesült a Universal Picturesszel 1962-ben, e filmek joga az Universalhoz került (jelenleg része az NBC Universalnak).

### MGM filmek
Az MGM tovább megtartotta a Marx fivérek filmjeit, mint a Paramount. 1986-ban a média mogul Ted Turner kivásárolta az MGM-et. Hatalmas adósságok felhalmozása után Turner eladta a stúdiót, de megtartotta az 1986 előtti MGM filmgyűjteményt saját cége, a Turner Entertainment számára. Manapság a Turner Entertainment az egyik leányvállalata a Time Warner anyavállalatnak, és a Warner Bros.-szal közösen kezelik az értékesítést és forgalmazást.

#### Room Service
Mivel ez eredetileg egy RKO film, ezért a film jogainak átadása bonyolultabb volt, mint a legtöbb Marx Brothers film esetén. 1955-ben az RKO eladta sok filmje televíziós jogait a C&C Televízió számára a legtöbb piacon, és a General Tire számára azokra a piacokra, ahol annak TV állomásai voltak. A General Tire jogait végül is elárverezték, mivel a jogutód RKO General engedélyezési botrányba keveredett. Eközben a C&C 1971-ben eladta a jogokat a United Artists számára. A United Artists viszont értékesítette ezeket az MGM részére 1981-ben. Ted Turner örökölte a United Artists jogait, minthogy ez része volt a megszerzett MGM filmgyűjteménynek. Turner ezután megszerezte a televíziós jogokat azokon a piacokon, ahol az RKO-nak tévéállomásai voltak. Minden amerikai, kanadai és a 4. régió jogai most a Warner Bros./Turner kezében vannak.
Másrészt, a forgalmazás jogait a világ többi részére eladták országonkénti alapon. Például a PolyGram Filmed Entertainment megvásárolta a brit jogokat a későbbi évek során, és ez továbbkerült a Universalhoz azt követően, hogy a PolyGramot értékesítették a Universal számára.

#### A Night in Casablanca
Ezt a filmet a Warners birtokolja, a Castle Hill Productions részeként.

#### Love Happy
Ezt és még sok más 1952 előtt megjelent United Artists filmet eladták a National Telefilm Associatesnek 1955-ben. 1984-ben az NTA megváltoztatta a nevét Republic Picturesre, majd az 1990-es évek közepén maga is része lett a Spelling Entertainment Groupnak. A Spelling Entertainment Groupot ezután 1999-ben eladták a Paramount jelenlegi tulajdonosának, a Viacomnak.
Az 1990-es évek közepén a Republic Pictures engedélyezte az amerikai videójogokat az Artisan Entertainment számára. Az Artisant eladták a Lions Gate Entertainmentnek 2003-ban. 2006-ban az USA-beli videó jogok a Republic bizonyos tulajdonaira – beleértve a Love Happyt is – visszakerültek a Paramounthoz, aki szintén birtokában van a videó jogoknak a 4. régióban és Franciaországban.
A televíziós forgalmazás most a CBS Television Distribution kezében van (korábban ismert neve: CBS Paramount Domestic Television), mivel megörökölte őket a Republictól, a Worldvision Enterprisestől és a Paramount Domestic Televisiontől. A videókkal kapcsolatos jogok a világ nagy részén országok szerint vannak megosztva (például a Universal birtokolja a brit videók jogait).

## Díjak, elismerések
- A Marx fivérek az Amerikai Filmintézet „A 25 legnagyobb amerikai férfi filmlegenda” listáján az egyetlen csoport, ami a listában szerepel.[30]

- Tiszteletbeli Oscar-díj „A Marx fivérek briliáns kreativitásának és páratlan eredményeinek a filmkomédia világában” – 1973.[31]

## Kulturális hatás
A Marx fivérek kulturális hatása sok későbbi művész alkotásain kimutatható, ezt többen saját maguk is elismerik.
1937-ben Salvador Dalí Hollywoodba érkezett, ahol találkozott Harpóval. Dalí szerint ő volt a Marx fivérek közül a legszürreálisabb és a legviccesebb ember Hollywoodban. Dalí javasolta, hogy készítsenek egy filmet Giraffes on Horseback Salad címmel. A zsiráfok gázálarcot viseltek volna. Egy jelenetben Chico zongorán játszik, miközben búvárruhát visel. Évekkel korábbi előadásain Dalí zongorán játszott, miközben búvárruhát viselt. Egyik alkalommal a sisak véletlenül légmentesen lezáródott, Dalí fulladozni és vergődni kezdett, a közelben álló segítők pedig minden igyekezetükkel azon voltak, hogy levegőhöz juttassák a mestert, mielőtt az megfullad. A közönség azt hitte, hogy ez a színjáték is az előadáshoz tartozik, és hevesen tapsolni kezdtek.
Dalí azt akarta, hogy Cole Porter írja meg a forgatókönyvet a Marx fivérek számára. Harpónak tetszett az ötlet, de a filmből végül nem lett semmi. Ennek ellenére a fivérek olyan hatással voltak Dalíra, hogy az 1939-ben megfestette Harpo arcképét.
John Willett a Bertolt Brechtről szóló könyvében azt írja, hogy Brecht a Kaukázusi krétakör esküvői jelenetét a Marx fivérek A Night at the Opera (Botrány az operában) című filmje ihlette.
1960-ban Eugène Ionesco a The Shepherd's Chameleon bemutató előadásán elmondta, hogy munkájára legnagyobb hatással Groucho, Chico és Harpo Marx voltak.
François Truffaut 1960-as klasszikus filmjében (Lőj a zongoristára) az egyik szereplőt Chico-nak hívják. A film címe utalás lehet Chico egyéni zongorajáték-stílusára.
Woody Allen egyik filmje, A New Kind of Love (Egy újfajta szerelem, 1963) a Marx fivérekre való utalásokon alapul (ez az egyik szám címe a Monkey Business című Marx-filmben, amit Zeppo énekel). Ez a szám, amit Maurice Chevalier tett híressé egy évtizeddel a Woody Allen film előtt, az 1920-as évek zenés francia varietéire való utalás. Ennek a műfajnak maga Chevalier is aktív résztvevője volt Párizsban. Woody Allen filmjében az egyik jelenetben egy álarcosbált tartanak Párizsban, ahol minden szereplő a Marx fivérek kosztümjeit viseli. Az egyik szereplő a bált "Groucho parti"-nak nevezi.
A szatíra és a társadalomkritika már az ókori Görögországban megjelent a színpadon, egyik fontos összetevője volt a görög drámáknak. Arisztophanész (i.e. 5. század) a szatírát használta, hogy bemutassa és egyúttal nevetségessé tegye a társadalmi és politikai visszásságokat. A szatíra meghatározása szerint „személyes vagy társadalmi kritika”. A szatíra egy kritikus állítás szórakoztató köntösben, egy személyről vagy személyek egy csoportjáról, egy társadalmi osztályról vagy egy társadalmi intézményről.
Minden társadalomnak szüksége van erre a szatirikus hangra, hogy meg tudjon szabadulni a tévutaktól. A szatíra nevetségessé tesz egy dolgot vagy személyt, így a társadalom könnyebben meg tud válni tőle. James K. Feibleman azon a véleményen van, hogy a szatirikus kritika a tárgyának formális felépítésére céloz, azért, hogy változást hozzon létre ebben a felépítésben. „A formai felépítés szegényessége egyúttal megmutatja a dolog csekély értékét, és ennek a feltárásával fejezi ki a komédia az elégedetlenségét.” Ugyanakkor Feibleman figyelmeztet ennek veszélyére is: „Valaminek a nevetségessé tétele nem jelenti annak teljes elvetését. Ha a kormányt bírálják, az nem azt jelenti, hogy kormányzásra egyáltalán nincs szükség, hanem arra hívja fel a figyelmet, hogy jobb kormányzásra lenne szükség.”
A komédia akkor a leghatékonyabb, ha régi szokásokra, beidegződésekre céloz, amik már nem hasznosak, és ezért a haladás útjában állnak. A komédia vagy nevetségessé tesz egy aktuális dolgot (szokást vagy intézményt), vagy viszonylagossá teszi annak kategóriáit, kiemelve azok jelentéktelenségét, ezzel arra a veszélyre hívja fel a figyelmünket, nehogy az adott dolgot túl komolyan vegyük. Az olyan komédiások, mint Arisztophanész, Chaplin, Daumier vagy a Marx fivérek, ezekkel a megközelítésekkel dolgoztak.
Molière a Tartuffe előszavában arról ír, hogy a szatíra a társadalmi reform eszköze. Molière számára hatékonyabb volt a szatíra eszközével élni, mint írni egy komoly társadalomelemzést a változások szükségességéről. „Ha a szatíra feladata egy ember bűneinek helyrehozatala, nem látom be, miért lenne ez alól bárki is kivétel. Ez a feltétel sokkal veszélyesebb lenne, mint maga a kivételezés, és látható, hogy a színház a bűnök helyrehozatalának kedvelt színhelye. Egy komoly erkölcsi vádirat általában kevésbé hatásos, mint a szatíra; semmi nem változtat meg egy embert jobban, mint az, ha hibáit bemutatva látja.”
A szatíra rámutathat a változtatás vagy tökéletesítés szükségességére anélkül, hogy közvetlen javaslatokat tenne arra vonatkozóan, hogy mit kellene az adott dolog helyett csinálni. Feladata mindössze annyi, hogy bemutasson egy abszurditást, rámutasson a fonákságára abban a reményben, hogy miután a figyelem ráirányult, a változás létre fog jönni. A változás vagy legalábbis az, hogy egy dolgot a fonákjáról látunk, magában foglalja a változás lehetőségét.
Sigmund Freud a szellemesség elemzésében azt mondja, hogy a társadalmi változást nem közvetlenül, direkt módon akarjuk: „Az ellenség ócsárlásával és megalázásával, gúnyolásával és nevetségessé tételével indirekt módon megszerezzük a legyőzése feletti győzelem élvezetét...” Ugyancsak ő írja, hogy a szellemesség és a szatíra az egyik módja az erőszak megelőzésének, mivel nem kell aktívan kifejeznünk ellenséges érzelmeinket a társadalom bizonyos vonatkozásaival szemben, ezért, mint ahogy a szexualitás kifejezésében is, a szatíra és a szellemesség egy helyettesítő technika, ami az erőszak helyett áll.

### További hatások
- A brit Queen rockegyüttes 1975-ben kiadott A Night at the Opera albuma a Marx fivérek 1937-es, azonos című filmje után kapta a címét. A következő albumukat (A Day at the Races) szintén egy Marx Brothers film inspirálta, 1937-ből.
- A Cluster-program négy azonos tudományos műholdból áll, amik kötelékben repülnek és a földi magnetoszféra kutatását végzik. Az eredeti négy műhold nem hivatalos elnevezése Groucho, Chico, Harpo és Zeppo volt, az ötödik (tartalék) műhold a Gummo nevet kapta.
- A Rob Zombie által rendezett House of 1000 Corpses[34] és a The Devil's Rejects[35] filmek néhány szereplőjének neve megfelel a Marx fivérek egyes karaktereinek, ezek között van Spaulding kapitány, Rufus Firefly és Otis Driftwood.
- A Gummo című film (rendező: Harmony Korine) a nevét az után a Marx testvér után kapta, aki soha nem került képernyőre.
- A SPEBSQSA Fodrászkvartett The New Tradition című lemeze aranyérmet kapott 1985-ben, amely a Marx fivérek munkáin alapult. A tenor Zeppo volt, a főszereplő Chico, a bariton Harpo (aki énekelt, de soha nem beszélt), a basszus Groucho.
- Az Indiana Jones és az utolsó kereszteslovag (Indiana Jones and the Last Crusade) című filmben az idősebb prof. Henry Jones, amikor ráébred, hogy fia, Indiana visszahozta a Szent Grállal foglalkozó naplóját a nácikhoz (akiktől ő a legtávolabb akarta tartani), szarkasztikusan megjegyzi, hogy „jobb lett volna, ha elküldöm a Marx fivéreknek”.
- 2002-ben Billy Van Zandt és Jane Milmore megírta az A Night at the Nutcrackert, azt a színjátékot, amit a Marx fivérek ihlettek, s amiről azt mondták, hogy „az a film, a Marx fivérek soha nem készítettek el, pedig el kellett volna”. A könyvet és a dalszövegeket Van Zandt és Milmore írta, a zenét Ed Alton (és persze Csajkovszkij). A művet világszerte a Samuel French Inc. adta ki.
- 2007-ben az Eva Rydberg Nöjesproduktion svéd produkciós társaság egy színpadi játékot készített (a címe Den stora premiären volt), melyben a színészek a Marx fivéreket játszották, amint más figurákat alakítanak.
- A Cerebus the Aardvark képregény-sorozatban Groucho mint Lord Julius és Chico egy nemzet hatalmas uralkodójaként jelenik meg.
- Az Egy rém rendes család egyik epizódjában, amikor több baleset után sem törődik senki a véleményével, Al Bandy megjegyzi: „Én vagyok az elfelejtett Marx fivér? Én vagyok Zeppo Bundy?”.
- A 12 majom című filmben (rendező: Terry Gilliam) van egy jelenet, amelyben az elmegyógyintézeti betegek TV-n nézik a négy Marx fivér által játszott Monkey Business-t.
- A Buffy, a vámpírok réme tévésorozat egyik epizódját (3. évad, 13. rész) „Zeppo”-nak nevezték el, mert a benne szereplő Cordelia Chase Xander Harrist olyan tagnak tekinti a csapatban, mint akinek semmi különleges tulajdonsága nincs (a csapat egyéb tagjai: egy vámpír, egy vámpírvadász, egy boszorkány és egy vérfarkas).[36]

## Fordítás
- Ez a szócikk részben vagy egészben a Marx Brothers című angol Wikipédia-szócikk fordításán alapul.  Az eredeti cikk szerkesztőit annak laptörténete sorolja fel. Ez a jelzés csupán a megfogalmazás eredetét és a szerzői jogokat jelzi, nem szolgál a cikkben szereplő információk forrásmegjelöléseként.